# Arun Sarin
Arun Sarin (Hindi: अरुण सरीन) (* 21. Oktober 1954 in Pachmarhi (Madhya Pradesh), Indien) war vom 1. April 2003 bis 29. Juli 2008 CEO von Vodafone. 

## Biographie
Sarin ist der Sohn von Ramilla und Krishan Sarin, einem Militäroffizier. Er studierte Ingenieurwissenschaften am Indian Institute of Technology Kharagpur und Wirtschaft an der University of California at Berkeley. Sarin startete seine berufliche Karriere als Management Consultant, bevor er 1984 zu der Pacific Telesis Gruppe in San Francisco wechselte. Ab Juli 1995 war er Director bei Airtouch. Von Februar 1997 bis Juni 1999 hatte er dort die Position als Präsident und COO. Bis 15. April 2000 war er CEO für Vodafone in den USA. In der Folge wurde er CEO von InfoSpace von 2000 bis 2001 und von Accel-KKR Telecom von 2001 bis 2003. Vom 1. April 2003 bis 29. Juli 2008 war er wieder für Vodafone tätig, als Nachfolger von Chris Gent. Seit seinem Rücktritt am 29. Juli 2008 hat seinen Posten der bisherige Vize-Chef Vittorio Colao übernommen.
Er konzentrierte sich zunächst auf die noch nicht entwickelten Märkte in Indien, Türkei und Rumänien. Auf sein Betreiben hin machte Vodafone ein Übernahmeangebot in Höhe von 11,1 Mrd. U$ zu einem Aktienanteil von 67 % bei der indischen Mobilfunkgesellschaft Hutch Essar. Bis dahin drittplatziert im indischen Markt will Sarin nun dort mit Vodafone Marktführer werden. 
Sarin wurde als beratendes Mitglied (non-executive director) in den Board of Directors der Aktiengesellschaften von Gap Inc., Charles Schwab Corporation und Cisco Systems gewählt. Im April 2005 berief man Sarin in das »Non-Executive Director's Committee« der Bank of England.
Sarin ist mit Rummi Anand verheiratet und hat mit ihr zwei Kinder.